# Eclipse solar de 20 de março de 2015

Esquema animado mostrando as áreas atingidas pelo eclipse solar.

O eclipse solar de 20 de março de 2015 foi um eclipse solar total visível na Europa. Foi o eclipse número 61 na série Saros 120 e teve magnitude 1,0446.
O final do caminho da sombra da Lua sobre a Terra passa sobre o Polo Norte. Como o dia 20 de março marca o equinócio, o eclipse ocorrerá ao nascer do Sol no polo norte encerrando a noite de seis meses e marcando o final do inverno ártico.
Em Portugal o eclipse do Sol pôde ser visualizado de forma parcial e nas Ilhas Faroé com total cobertura da superfície solar.

## Progressão geográfica do eclipse solar

### Galeria
A nebulosidade sobre Londres e sobre outras cidades no norte da Inglaterra impediram as pessoas de vislumbrar o eclipse solar.

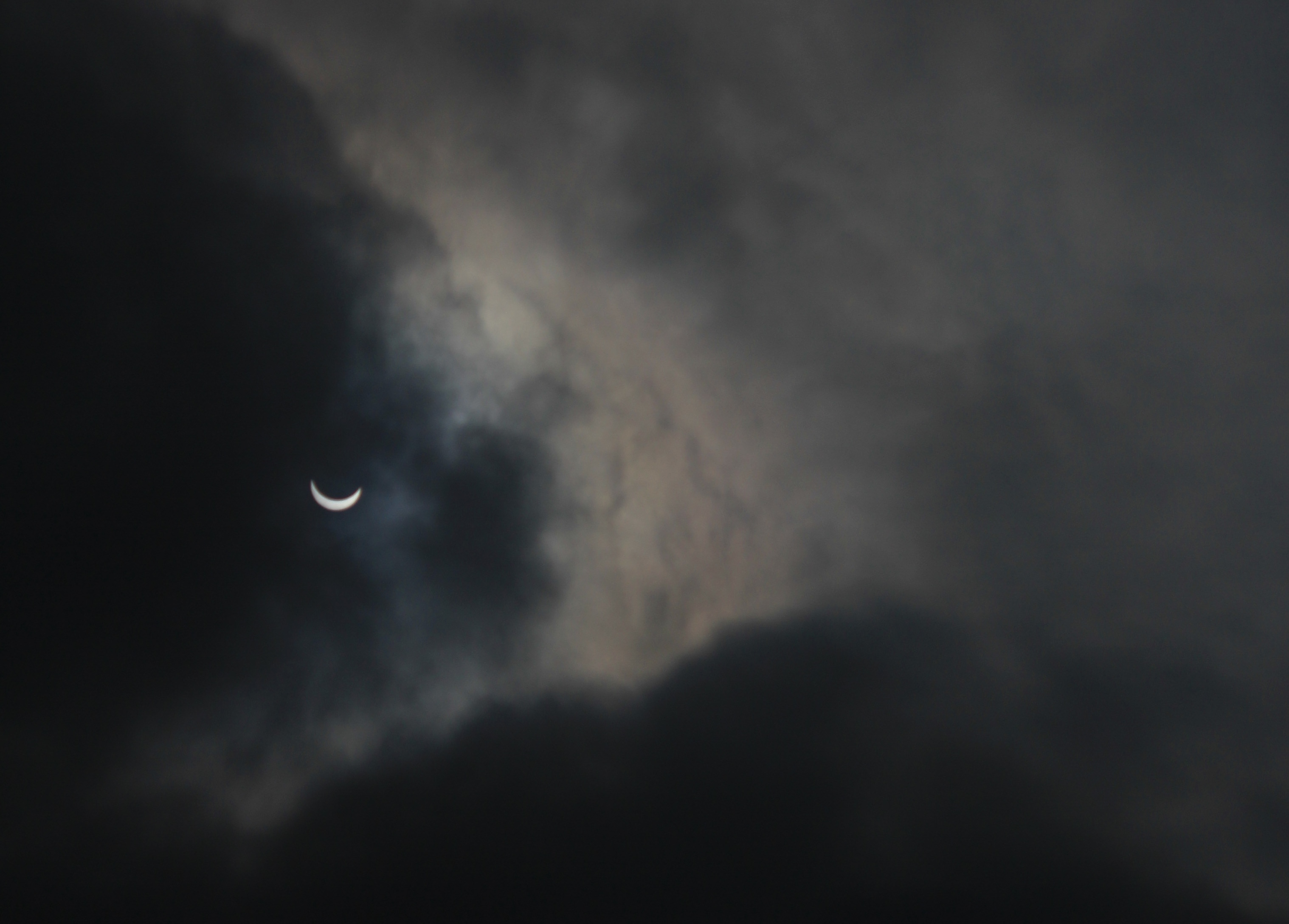
Lorient, França, pelas 10:19
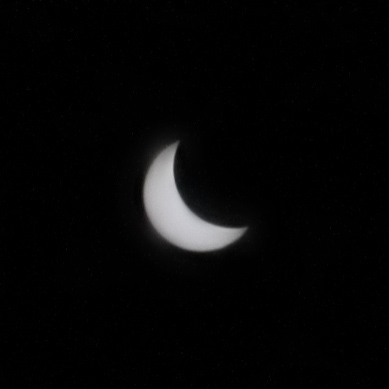
Berlim, Alemanha, pelas 10:28
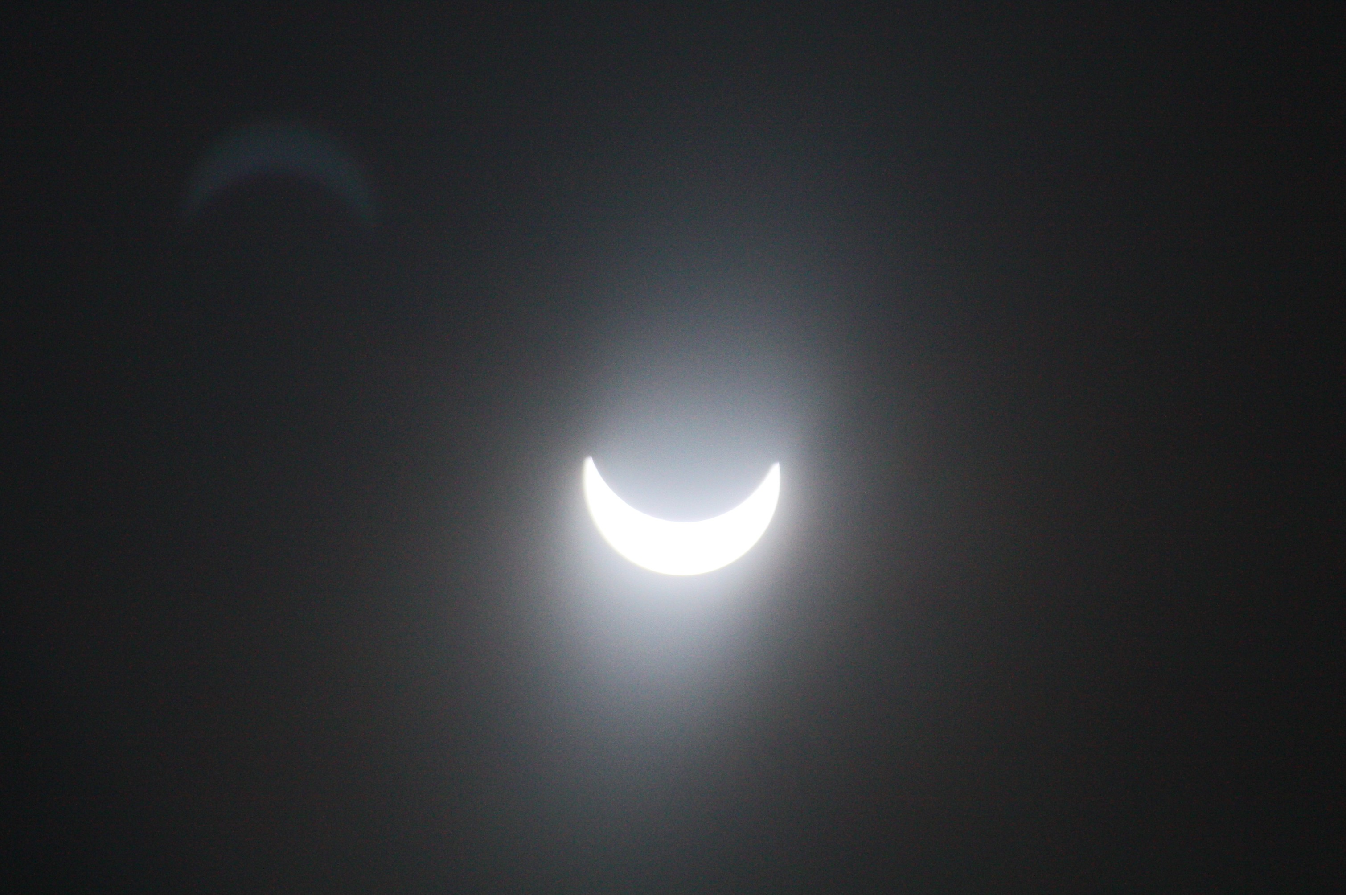
Markt Schwaben, Alemanha, pelas 10:38
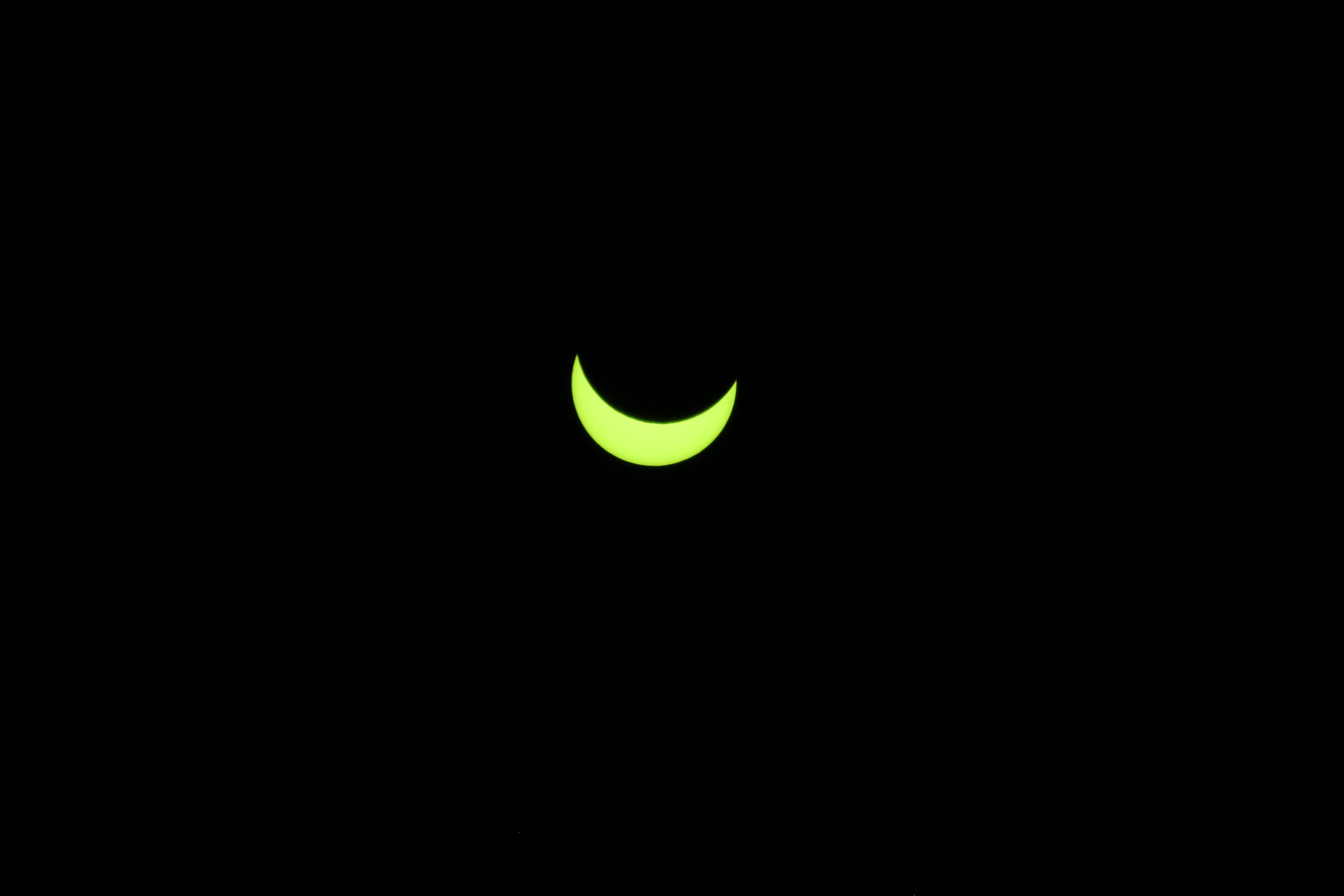
Praga, República Checa, pelas 10:48
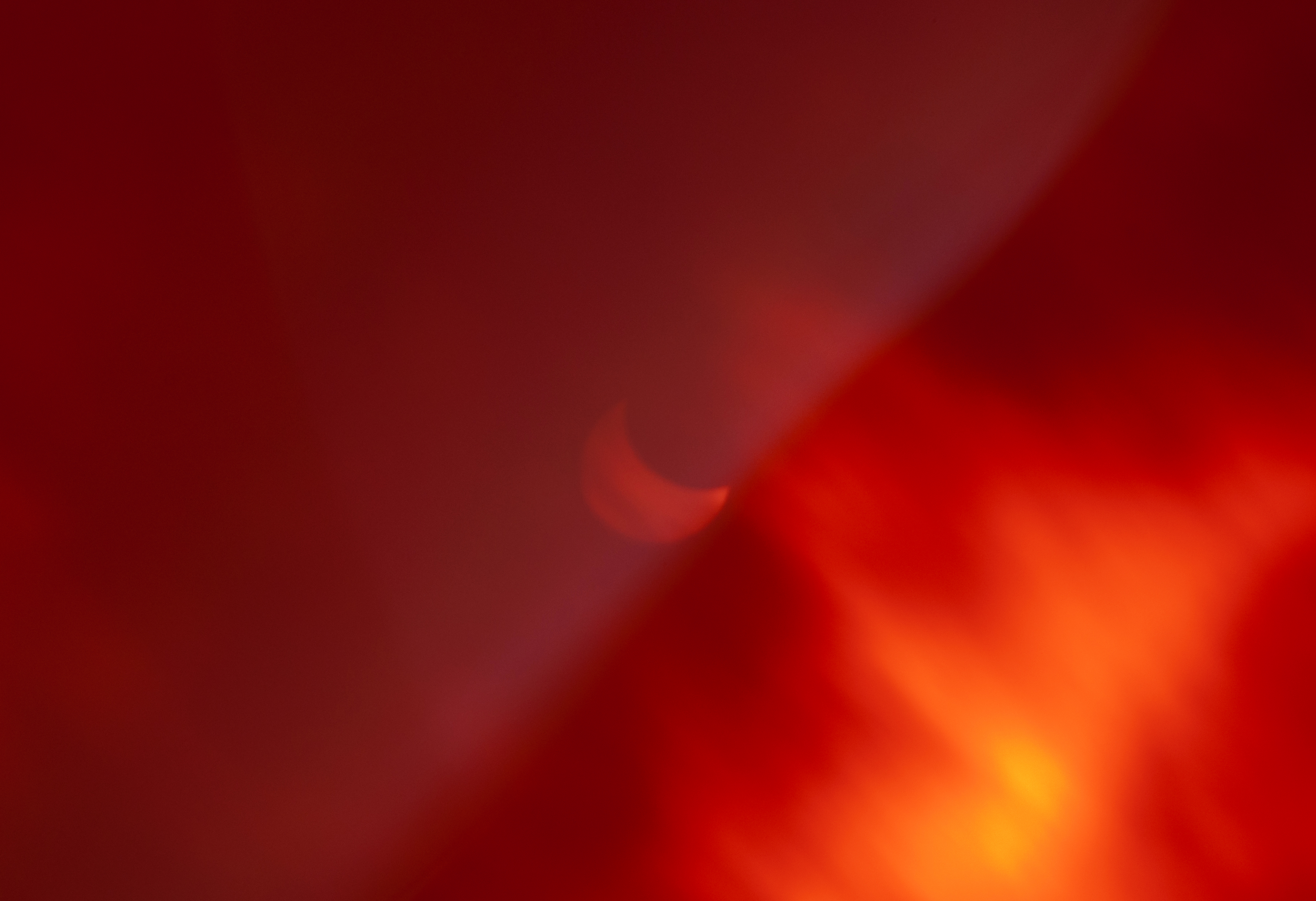
Milão, Itália, pelas 11:07
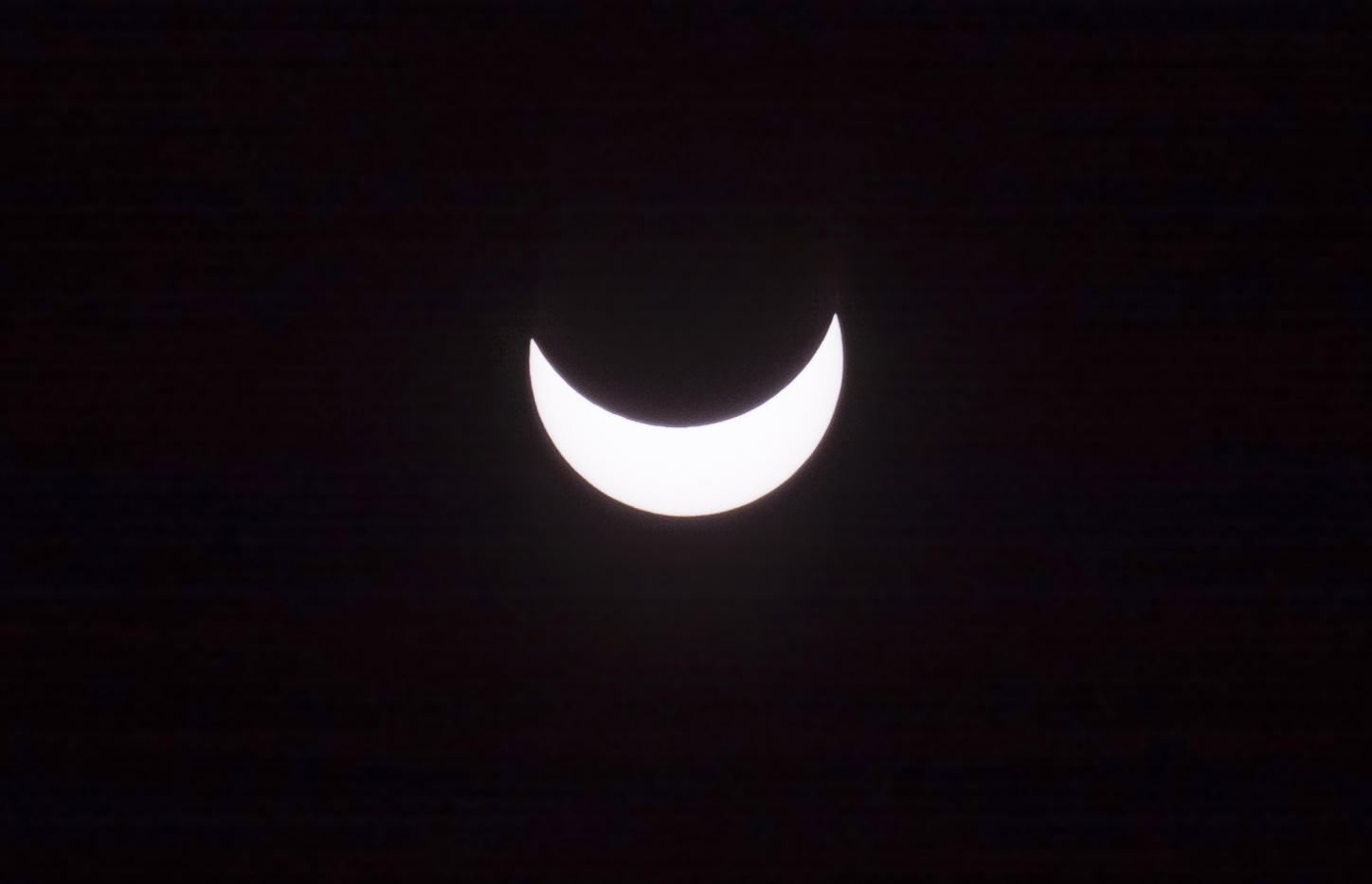
Kłodzko, Polonia, 10:54